# 彗星路線

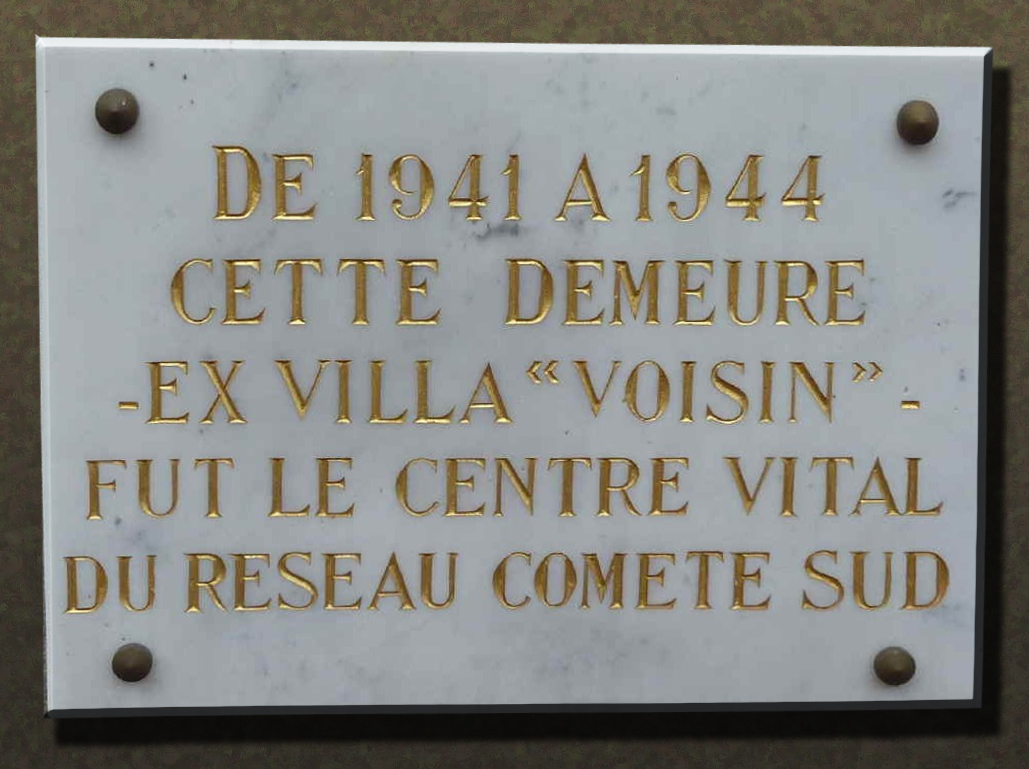
位於昂格萊特的德格里夫故居瓦贊別墅遺址上的紀念牌匾

彗星路線（Comet Line，法文：Réseau Comète）是第二次世界大戰期間，由比利時抵抗組織所建立的逃亡或躲藏路線。參與彗星路線的志願者幫助盟軍士兵或是在被佔領的比利時上空被擊落的飛行員，躲避德國人的逮捕並護送其返回英國。這條路線始於布魯塞爾，飛行員會在那裡得到食物、衣服、偽造身份證件，並藏在志願者住家的閣樓、地窖和人們的家中（通常是彗星路線領導者準備的安全屋）。隨後，志願者網路帶領他們向南穿越過被佔領的法國，到達中立國的西班牙，並經由英國統治的直布羅陀回國。彗星路線的座右銘是「Pugna Quin Percutias」，意即「不使用武器的戰鬥」，因為該組織從未對德國的佔領進行武裝或暴力抵抗。
彗星路線是歐洲被占领区幾個逃亡網路中最大的一個。3年內，彗星路線幫助776人逃往西班牙或躲過在比利時和法國的秘密野戰警察（GFP，德國國防軍便衣憲兵，受德國國防軍軍事情報局管轄），或是帝國安全總局（SD）的安全警察或蓋世太保的逮捕，其中大部份是英國和美國飛行員。估計有3,000名平民——其中大部分是比利時人和法國人——曾經協助了彗星路線。他們通常被稱為「幫手」。其中有700名幫手被德國人逮捕，290人被處決或死在監獄或集中營。彗星路線獲得了軍情九處的經費資助，尽管军情九处致力於從敵後營救盟軍戰俘和軍人，但仍保持彗星路線的運作獨立性。
對盟軍來說，透過「彗星」或其他逃生路線來營救被擊落的飛行員既有實際的目的，也有人道主義的考量。因為不論是培訓新的機組人員抑或更換人手都是既昂貴又耗時的事情。營救在被佔領的歐洲被擊落的飛行員並使他們重返崗位是當務之急。安德莉·德容，暱稱「蒂蒂」（Dédée），一位24歲的比利時女性，是彗星路線的第一位領導人。1943年，她被德國人逮捕監禁，但在戰爭中倖存下來。隨後的領導人也在護送飛行員前往西班牙的過程中被逮捕、處決或殺害。包括青少年在內的年輕女性在這條逃亡路線上發揮了重要的作用。有高達65%到70%的彗星路線幫手是女性。

## 路線建立

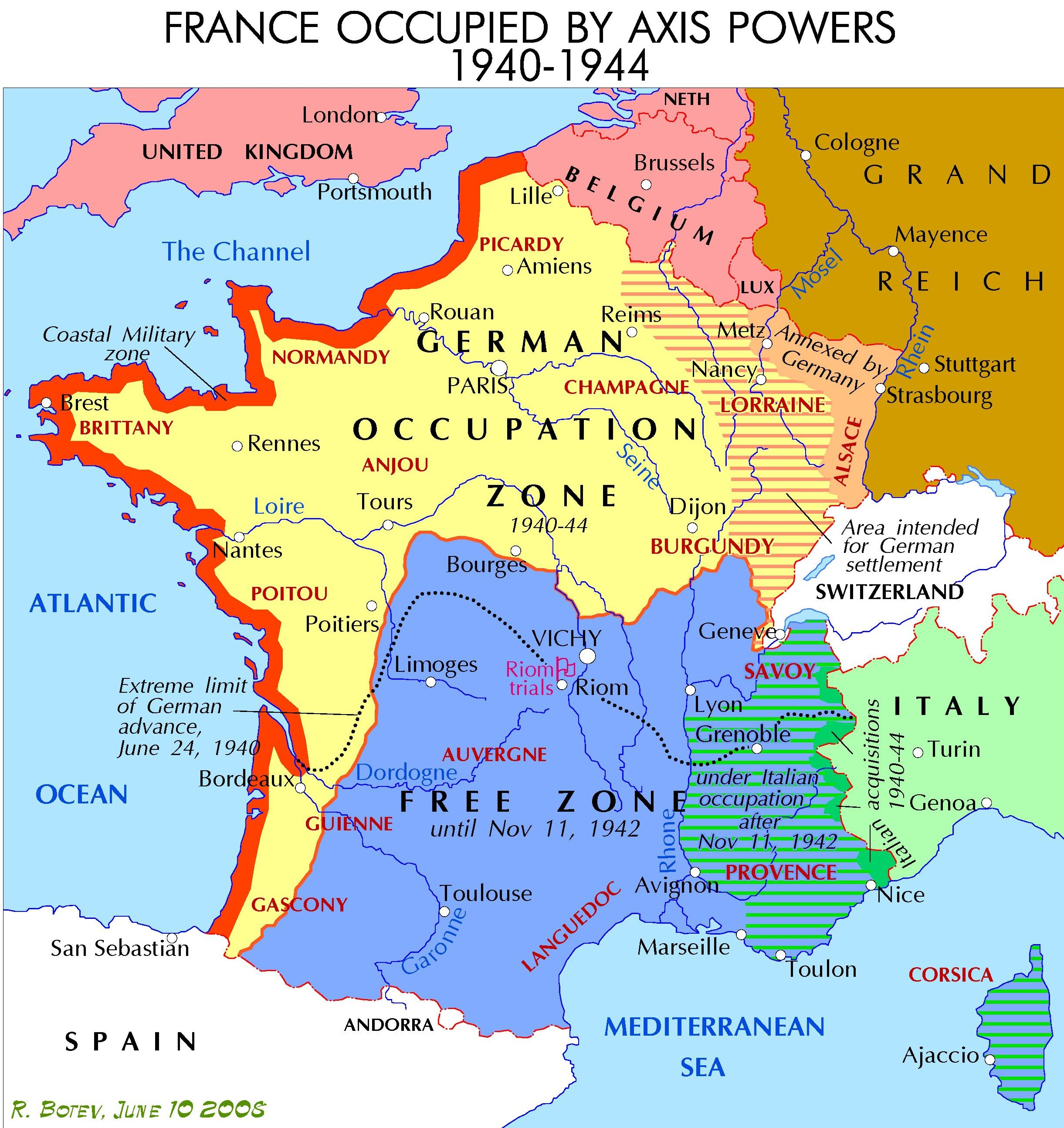
德佔法國及比利時地圖

1941年，有越來越多的英國或盟軍飛機在被佔領的歐洲被擊落。大多數被擊落的飛行員都不幸陣亡或被俘，但有些人逃脫了逮捕，並受到盟軍同情者和新興的反德抵抗運動組織的庇護。 在比利時，24歲的安德莉·德容、32歲的阿諾德·德培和47歲的亞奎斯·唐尼男爵（財務主管）創建了後來被稱為「彗星路線」的組織，以幫助盟軍飛行員躲藏並逃亡，最終返回英國。3名創始人都曾經在比利時的蘇菲娜公司（SOFINA，法文全稱Société Financière de Transport et d'Entreprises Industrielles，即「（比利時）運輸和工業財務公司」）工作。 1941年6月，德培從比利時前往他曾經居住過的法國西南部，尋找將盟軍士兵、被擊落的飛行員和其他在比利時境內容易被德國人抓獲的人員偷渡出境的方法。德培與住在鄰近西班牙邊境的城鎮昂格萊特的德格里夫一家取得了聯繫，並委託他們安排，幫助人們越過邊境。愛爾薇兒·德格里夫－代號「格阿姨」－和她的家人（丈夫和一對兒女），從此成為彗星路線的堅定支持者。
1941年7月，德培和德容在德格里夫家族的協助下，首次嘗試與10名比利時男子和一位名叫菲德里克·杜普伊奇的比利時特工穿越西班牙邊境。越境後，德容和德培隨即離開他們原先護送的人，任其自謀生路並返回比利時。隨後他們得知，越境後的比利時人全部被西班牙警方逮捕，其中3名比利時士兵被移交給駐法德軍。其他人則被短暫拘役並罰款。從這次經歷中，德容和德培意識到，即使成功越境了，他們也必須全程秘密陪同他們帶的人，直到踏入英國駐畢爾包領事館，並獲得英國的協助為止，這樣旅程才算真正結束。
同年8月，德培和德容護送另一群人，德容與3名男子走了一條更長、更偏僻，但更安全的路線，其中包括英國第51高地師第5戈登高地營的二等兵詹姆斯·克羅瑪，德培則帶著6個人走了一條更短、更危險的路線。結果德培隊裡其中一人背叛了他並向德國人告密，這導致德培和他的隊伍全部被捕。德培之後在戰爭剩餘的時間裡一直被關押在集中營。 德容則安全抵達德格里夫家，並在一名巴斯克走私犯的帶領下進入西班牙。德容和她護送的3個人，包括1名英國飛行員，成功抵達英國駐畢爾包領事館。她說服英國政府資助彗星路線將盟軍士兵和飛行員從比利時護送偷渡到西班牙的費用，但拒絕了英國提供的所有其他援助和指導。軍情九處（MI9）在前步兵少校諾曼·克羅卡特和步兵中尉詹姆斯·蘭利的控制下－由二人負責對口聯絡及預算管控，批准了對彗星路線的經費資助。
除了經費資助外，德容堅持保留彗星路線的獨立性，不受英國政府和比利時流亡政府的影響。她說，比利時和英國企圖控制彗星路線的嘗試「是由那些『搞不清楚狀況的人』做出的決定，他們既不了解逃亡路線組織的團隊精神，也不了解有關工作進行的狀況」。MI9的蘭利中尉評論說，彗星路線「不妥協以及未能利用我們向他們提供的一些幫助......幾乎讓我發瘋」。直到1943年為止，彗星路線都一直拒絕英國為其提供無線電和無線電操作員，以方便審查被擊落的盟軍飛行員和通訊的提議。其理由是抵抗組織經常因為一台無線電而被德國人破獲並摧毀。因此德容拒絕透過無線電進行交流，而是使用信差與駐西班牙的英國外交官傳遞和接收訊息。直到1943年6月，在經歷越來越多的逮捕導致飛行員被俘跟組織成員入獄之後，彗星路線才勉強允許MI9特工、代號「傑洛姆」的亞奎斯·勒格瑞爾在巴黎與他們一起工作。勒格瑞爾被證明能夠與彗星路線負擔沉重的領導層人士們良好的合作。

## 路線的變更與活動結束

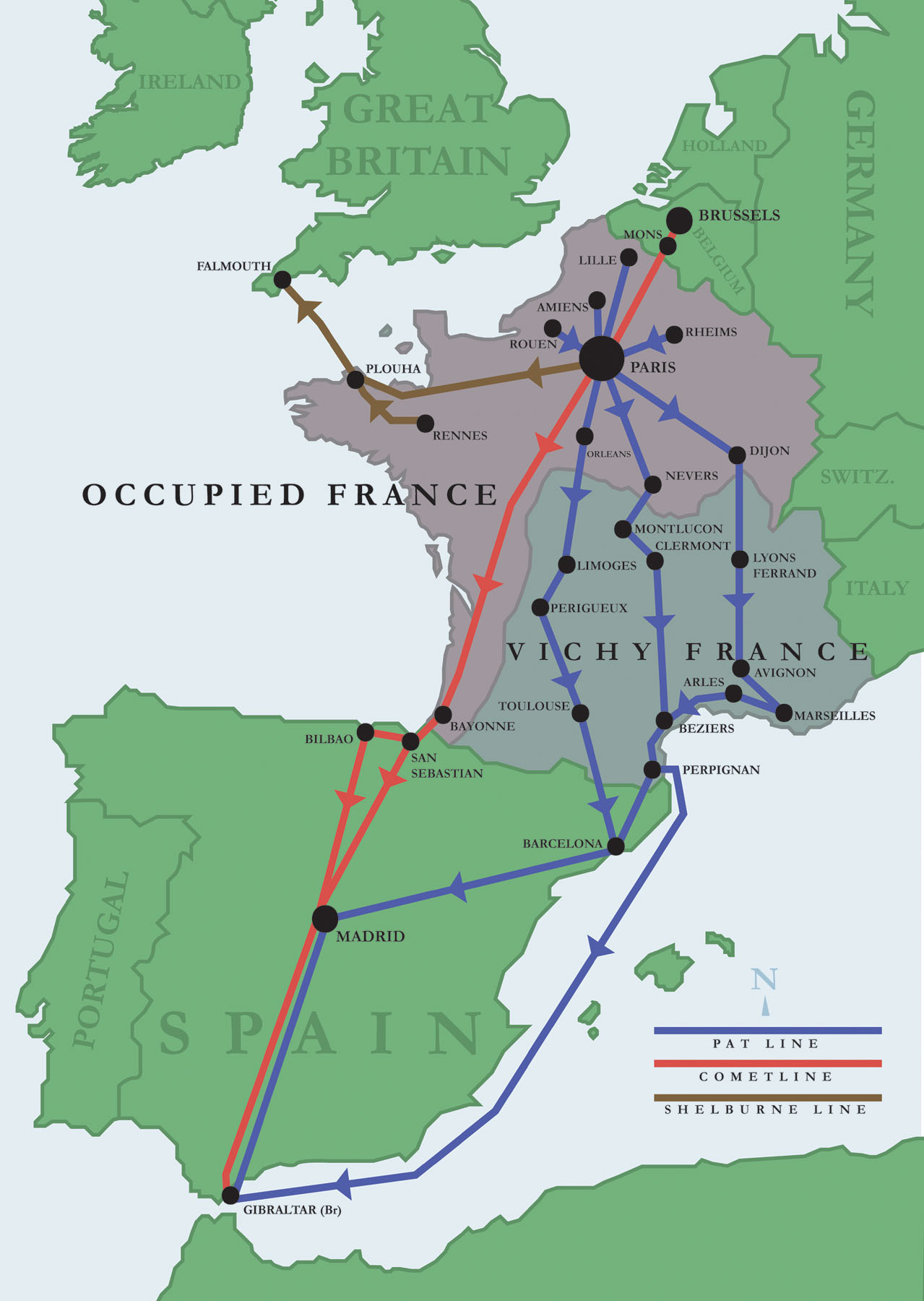
彗星路線和其他用於幫助盟軍飛行員逃亡並從被佔領下的歐洲偷渡出去的路線地圖。

1941年8月，阿諾德·德培被捕，這給了彗星路線警告。「蒂蒂」安德莉·德容認為比利時對她來說不安全，於是搬到了巴黎。最初，她的父親、比利時一所小學的校長菲特烈，接管了彗星路線比利時段的運作。他的工作是營救被擊落的飛行員，並將他們安置在安全屋裡，同時為他們提供假身份、歐洲服裝及歐洲禮儀培訓，然後護送他們前往巴黎或一路直達西班牙。「蒂蒂」既是組織領導人，也是最頻繁的「幫手」－護送者。她在1941年10月護送一組由3名飛行員組成的隊伍，在11月護送另一組一樣由3名飛行員組成的隊伍，1941年12月又再護送兩組總共11名的飛行員。這種活動頻率水準一直持續到1942年。MI9特工艾雷·尼夫將「蒂蒂」描述為「我們之中最偉大的特工」。德容前後共24次往返庇里牛斯山脈，帶領並護送118名飛行員。其他經常出任「幫手」，護送被擊落的飛行員越境的人包括艾佛瑞德·愛德華·強森，他是一位跟德格里夫一家住在一起的英國籍園丁。
彗星路線會聘用巴斯克人－習慣於秘密偷渡遊走法國與西班牙邊境的走私客來帶領飛行員穿越由法國和西班牙警察，以及德國士兵把守的危險邊境。最常受雇的嚮導是佛羅倫提諾·格伊克切亞，他是法國和西班牙警方榜上有名的通緝犯，因為經常遊走法西邊境走私，但他同時也是最熟悉當地地形的人之一。隨著盟軍對歐洲和德國本土的轟炸頻率增加，德國的秘密野戰警察和安全警察，甚至是蓋世太保都開始加大了查緝力道，試圖取締並摧毀護送盟軍飛行員偷渡的抵抗組織。
彗星路線有3個中樞地點：布魯塞爾、巴黎和法國西南部。隨著德國人逼近比利時的彗星路線，「蒂蒂」的父親「保羅」菲特烈也在1942年4月30日逃往巴黎，並與女兒團聚。然後他接手了原先由女兒負責的巴黎中心的管理。彗星路線比利時段的另外3名領導人在「保羅」逃亡6天後被捕。稍後，讓·格瑞德爾男爵－36歲，代號「尼莫」，一個名為「瑞典餐廳」的慈善機構的負責人－負責收拾殘局並重建彗星路線比利時段的組織。「尼莫」組建了一個系統，收容比利時各地不斷增加的飛行員，並為他們做好逃離的準備，然後由在「尼莫」指揮下的幫手陪同飛行員從布魯塞爾前往巴黎。19歲的安德莉·「納丁」杜蒙是「尼莫」最常派往巴黎的護送者，直到1942年夏天她被捕為止。「納丁」被關進德國集中營，但成功倖存下來，戰後並在她的書《我從未忘記你》（Je Ne Vous Ai Pas Oubliés）中描述了她的經歷。
當飛行員抵達巴黎後，德容家族即接手，為他們提供安全住所和假證件，並派遣護送者（通常是「蒂蒂」安德莉）陪同，然後由護送者帶領飛行員搭乘火車到法國西南部的貝雲或聖讓德呂茲，在那裡迎接飛行員的通常是「格阿姨」愛爾薇兒·德格里夫或是她十幾歲的小女兒珍妮。從那裡，飛行員、一名巴斯克嚮導和他們的陪同者將越過庇里牛斯山脈前往西班牙，最初是騎自行車，然後是步行。當他們到達西班牙聖塞巴斯提安，英國領事館的一輛汽車將會與飛行員會面，將他們送往馬德里，然後前往直布羅陀，他們將在那裡搭乘船隻或飛機回到英國。當飛行員繼續往南前進時，「蒂蒂」（或被捕後的另一名護送幫手）在聖塞巴斯提安會見英國外交官麥可‧克雷斯威爾，克雷斯威爾是彗星路線在西班牙的對口聯絡人，在接應飛行員的同時，他也向「蒂蒂」提供了彗星路線的營運資金和帶回法國的情資。
1944年春天，隨著盟軍即將反攻法國，彗星路線在與MI9協商後，決定停止偷渡，而是將飛行員聚集到偏避的森林營地，並在那等待盟軍反攻部隊的到來。美國人維吉尼亞·黛爾伯特-蕾克和她的法國丈夫菲利普在馬拉松行動中協助在弗雷特瓦勒森林營地集結飛行員。最後的逃亡者大多是逃離德國在反攻前最後一刻的圍捕的彗星路線成員。1944年6月6日，諾曼第登陸當天，愛爾薇兒·德格里夫和她的兩個孩子越過邊境進入西班牙。彗星路線的最後一次運作是在1944年9月28 日，當時德格里夫回到解放後的法國，陪同4名盟軍飛行員從比亞希茲搭乘飛機前往英格蘭。
在彗星路線工作的年輕人，尤其是年輕女性，經常在穿著、言行舉止等方面裝扮成學生，因為她們所攜帶的偽裝身份證件其描述為學生，而且證件上她們的年齡比實際年齡小幾歲。這些人認為，年輕人不太可能被德國人懷疑。例如「蒂蒂」安德莉的一張假證件顯示她的名字叫「丹尼絲·拉克魯瓦」（Denise Lacroix），出生日期為1924年7月7日，比她的實際年齡小了快8歲。

## 典型的偷渡旅程
一名加拿大飛行員逃亡的故事，說明了彗星路線運作的複雜性和涉及人數的眾多程度。這條路線在戰爭期間進行了101次偷渡行動，其中大多數的過程都與下面類似，每次都動用了許多幫手和嚮導。。
西德尼·史密斯中士是加拿大皇家空軍一架威靈頓轟炸機的機組員，他的座機於1942年12月9日在法國塞日訥附近被擊落。他逃脫了逮捕，一位名叫艾米爾·科欽的農夫為他提供了過夜的地方，並聯繫了一位會講英語的女性瑪德琳·德布倫奈·德塞博訥，瑪德琳把史密斯帶到她的家中躲藏，他在那裡待到12月14日。一位名叫博魯塞特先生的牙醫提供了史密斯的便服。史密斯稍後由法學院學生、德塞博訥的女兒凱瑟琳·亞諾特陪同搭乘火車前往巴黎。一位名叫讓·德拉勒貝瑞特的醫生在他們之前搭乘同路線但較早班次的火車，以確保沿途沒有德國檢查哨，因為史密斯身上沒有法國身份證件。
到達巴黎後，史密斯住在德塞博訥家族的公寓裡。12月15日，凱瑟琳向一位名叫伯納德·考特尼·邁耶斯的加拿大醫科學生尋求幫助，後者將她轉介給一位名叫米歇爾·里凱的耶穌會神父。里凱告訴亞諾特，有人會來拜訪她，幫助史密斯逃到西班牙。當天晚上，彗星路線成員羅伯特·艾爾和安德莉·德容來到德塞博訥的公寓與史密斯見面，並驗證他作為盟軍飛行員的真實性。12月16日，德容帶著史密斯去找攝影師拍照，以便為他偽造身份證件。
12月20日，史密斯與德容、珍妮·德格里夫，以及2名同樣想逃離納粹魔爪的比利時人一起搭上火車離開巴黎。抵達貝雲後，他們在一家在彗星路線成員之間馳名的餐廳吃飯。從那裡，他們繼續（可能騎自行車）前往靠近西班牙邊境的烏魯尼村，以及彗星線巴斯克幫手弗蘭索瓦絲·烏桑迪薩加的鄉間別墅。有鑑於德國人的危險，烏桑迪薩加將只有17歲的珍妮先送走了。隔天，即 12月23日，史密斯和另外2名飛行員、德容和一名巴斯克嚮導佛羅倫提諾·格伊克切亞一同徒步穿越庇里牛斯山脈前往西班牙聖塞巴斯提安。在那裡，史密斯和其他飛行員住在費德里科·阿曼達里茲（Federico Armendariz）的家中。飛行員乘坐英國領事館汽車前往馬德里，然後繼續前往直布羅陀，並於1943年1月21日登船，5天後的1月26日抵達蘇格蘭。史密斯的救援進展順利，沒有出現任何節外生枝的麻煩；上述許多幫助過他的人後來都受到了懲罰，羅伯特·艾爾被德國人逮捕後處死，烏桑迪薩加死於德國集中營，格伊克切亞被德國士兵開槍打傷，德容和里凱則都被關進集中營，亞諾特後來逃離了法國。

## 背叛與逮捕
1942年11月，原先由維琪法國統治的「自由區」－法國南部被德國佔領，至此法國全境都處於納粹德國的直接統治之下，這讓逃亡線變得更加危險。同樣在11月，國防軍軍情局的秘密野戰警察對彗星防線造成了沉重打擊。馬里夏爾家族將飛行員藏在布魯塞爾的家中，這棟房子成為了彗星路線成員的聚會所。2名男子說服彗星路線的工作人員相信他們是美國飛行員，並被帶到馬里夏爾家。這些人實際上是德國人，德國國防軍突襲了這棟房子，並將馬里夏爾一家－包括年僅18歲的愛爾西全數逮捕，同步被捕的還有彗星路線的許多其他幫手。德國人獲得的情資和其行動，讓他們幾乎成功摧毀彗星路線的比利時段。其中1942年12月1日，單單布魯塞爾一地就有100人被捕；財務主管雅奎斯·唐尼男爵遭到出賣，於當天晚間在家中被捕，隨後於1943年10月10日被判處死刑，並於隔年2月24日在斯圖加特被槍決。早期的逃亡者們曾經稱唐尼男爵叫做「聖誕老人」，因為他會給逃亡者們帶來一包新衣提供換穿。
下一個蒙難的是「蒂蒂」－安德莉·德容，她於1943年1月15日在距離西班牙邊境最近的法國城鎮於呂涅被捕。她很可能是遭到農場工人的出賣。儘管她曾多次受到蓋世太保和阿勃維爾的審訊，也承認自己是彗星路線的領導人（為了保護父親），但納粹並不相信這個年輕又瘦弱的女人，居然是一手建構拯救落難盟軍飛行員並幫助其逃亡的領導人物，而只視她為區區的小幫手。「蒂蒂」之後在德國監獄和集中營度過了餘下的戰爭時光，但她成功倖存下來。

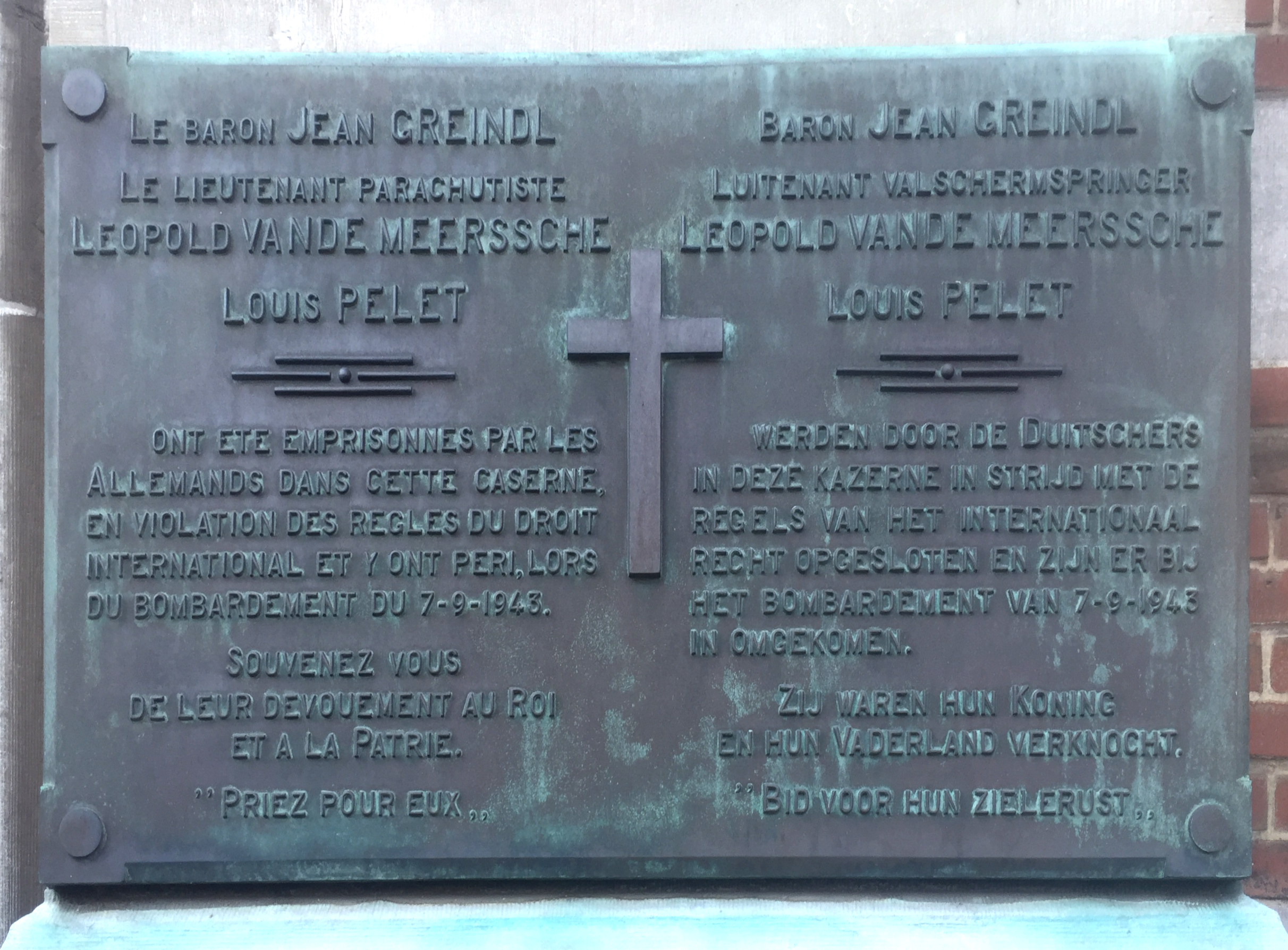
布魯塞爾市紀念讓·格瑞德爾的牌匾。位於伊克塞爾區的舊憲兵隊營舍，現為布魯塞爾U廣場（Usquare Brussels）。伯努瓦·普里厄攝影。

1943年2月6日，比利時彗星路線領導人－「尼莫」讓·格瑞德爾在布魯塞爾被捕。並關進德國的軍事監獄中，他後來在盟軍空襲中遇難喪生。由於這些損失，彗星路線在1943年2月期間沒有偷渡任何人，3月，讓-法蘭索瓦·諾騰接替了被捕的安德列，成為前往西班牙的主要護送者，並讓彗星路線再次開始運作。 然而僅僅3個月後的1943年6月，彗星路線再次遭到毀滅性重擊。一名滲透者帶領德國人在巴黎和布魯塞爾同步逮捕了路線法北段及比利時段的主要領導人。被捕者包括「蒂蒂」的父親菲特烈，他於1943年6月7日在巴黎被捕，並於隔年3月28日被處決。很快的，從彗星的灰燼中誕生了三名新生代領導人。英國特工「傑洛姆」勒格瑞爾接管巴黎，安東尼·德烏塞爾重建並接管布魯塞爾。「納丁」的姐姐、22歲的蜜雪兒·杜蒙－一位大膽而經驗豐富的幫手，則接棒了妹妹和「蒂蒂」的護送任務。
1943年中期彗星路線的新一代領導人並沒有存活多久。就在這年的12月24日，德烏塞爾在法國和西班牙邊境的比達索阿河與他護送的飛行員雙雙溺水身亡。1944年1月17日，「傑洛姆」勒格瑞爾在巴黎的一間公寓中被蓋世太保逮捕，諾騰則在隔天的1月18日也在同一間公寓被捕。兩人都受到酷刑，但在戰爭中倖存下來。隨著1944年6月6日入侵歐洲的日子接近，建立一條能正常運作的彗星路線來營救越來越多的逃亡飛行員的需求變得至關重要。1944年3月，英國外交官克雷斯威爾在馬德里會見了「格阿姨」德格里夫、蜜雪兒·杜蒙和馬塞爾·羅傑，計劃新彗星路線的角色。羅傑承擔了護送飛行員從巴黎到法國西南部的工作。杜蒙在巴黎和他共事。德格里夫家族繼續為過境提供便利。MI9並派遣了一位名叫讓·德布羅瑪特的特工來管理巴黎的營運中心。還有一位美國女性維吉尼亞·黛爾伯特-蕾克和她的法國丈夫菲利普一直在彗星路線工作，直到1944年6月被德國人逮捕。她跟「蒂蒂」一樣被送進集中營，但在戰爭中倖存下來。
一名年輕的比利時男子亞奎斯·德蘇布里為德國人工作，滲透進彗星路線，並協助逮捕了許多彗星路線成員。直到1944年5月，他的德國特工身份才被蜜雪兒·杜蒙揭發。鑑於參與彗星路線的人數眾多，且無法有效審查志願者和飛行員以確定他們的善意，該組織很容易受到德國特工的滲透。德蘇布里後來在1945年12月17日於奧格斯堡被美軍逮捕，然後引渡給法國。法國法院在1949年7月以出賣情報造成抵抗勢力受創和盟軍飛行員被捕，將他起訴叛國罪並判處死刑，同年12月20日由行刑隊槍決。
數百名彗星路線成員因為被像德蘇布里之類的人出賣，或是遭到阿勃維爾、蓋世太保的滲透而被逮捕；在巴黎弗雷斯內斯監獄等地經過數週的審訊和酷刑後，他們被處決或是根據夜霧命令被貼上「夜與霧」（Nacht und Nebel，或縮寫NN）囚犯的標籤。「夜與霧」囚犯會被轉送到德國本土的監獄關押，有許多人後來又進一步被驅趕到集中營。女子多被送往拉文斯布呂克集中營。男子則送往茂特豪森-古森集中營、布亨瓦德集中營和弗洛森堡集中營。被送往拉文斯布呂克集中營的囚犯包括安德莉·德容、愛爾西·馬里夏爾、安德莉·杜蒙和維吉尼亞·黛爾伯特-蕾克。

## 統計資料
軍情九處（MI9）官方歷史的作者列舉了二次大戰期間2,373名英國和英聯邦軍人以及2,700名美國人透過包括彗星在內的逃亡路線到達英國的情況。英國皇家空軍逃生協會估計，到1945年，已有14,000名救援人員在多條逃亡路線中工作。彗星路線為20世紀70年代英國廣播公司（BBC）的電視劇《秘密軍隊》（1977-1979年播出）提供了靈感。布魯塞爾聖心聖殿的一扇窗戶被用來紀念彗星路線和在比利時被擊落的盟軍飛行員。

## 路徑
典型的彗星路線的路徑是從布魯塞爾或里爾到巴黎，然後途經都爾、波爾多、貝雲，越過庇里牛斯山脈到達西班牙的聖塞巴斯提安。逃亡者從那裡前往畢爾包、馬德里和直布羅陀。還有另外三條主要路線同步被其他逃亡路線使用。
- 派特線（英语：Pat O'Leary Line）（以創始人艾爾伯特·格里斯（英语：Albert Guérisse）的代號「派特·奧萊利」（Pat O'Leary）命名）：從巴黎經利摩日到土魯斯，然後越過庇里牛斯山脈經埃斯特里達內烏到達巴塞隆納。

- 派特線（二號線）：從巴黎到第戎、里昂、亞威農到馬賽，然後是尼姆、佩皮尼昂和巴塞隆納，從那裡他們被運送到直布羅陀。

- 謝爾本線（英语：Shelburne Line）：從巴黎出發的第三條路線，前往雷恩，然後到達布列塔尼的聖布里厄，在那裡飛行員會被秘密送上船偷渡到達特茅斯。

## 彗星路線知名成員

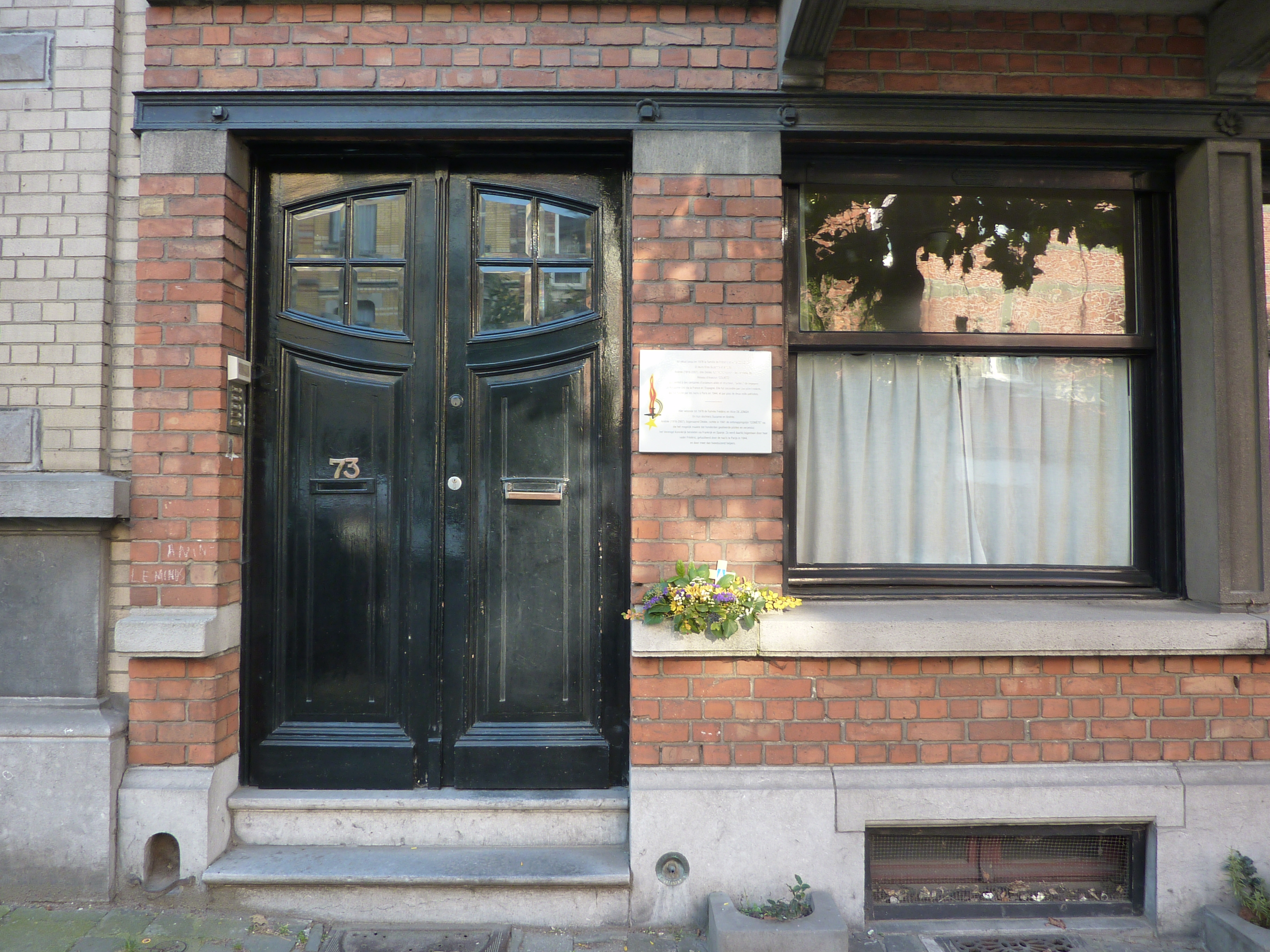
斯哈爾貝克–Émile Verhaeren大街73號–布魯塞爾的安德莉·德容故居

- 卡塔琳·阿吉雷（英语：Kattalin Aguirre），一位法國巴斯克寡婦，她和她十幾歲的女兒約瑟芬在靠近西班牙邊境的聖讓德呂茲協助傳送情資。
- 伊莉莎白·巴比爾，於1942年擔任彗星路線巴黎/法北段的成員，之後與橡樹線的瓦爾·威廉斯合作，創辦了瓦諾逃亡線（Reseau Vaneau）。1943年被捕，並被送往拉文斯布呂克，直到1945年隨集中營解放倖存。[52]
- 麥可‧克雷斯威爾（英语：Michael Creswell） ，代號「週一」，英國駐西班牙外交官，他在飛行員抵達西班牙時會見了他們，並將他們帶到直布羅陀，然後從那裡回去英國。
- 維吉尼亞·黛爾伯特-蕾克（英语：Virginia d'Albert-Lake），與法國人結婚並旅居巴黎的美國公民，在家中為飛行員提供庇護。1944年6月被捕，並關進拉文斯布呂克集中營，1945年年初被轉移到利本瑙的交戰國外籍公民拘留營，同年4月隨該營區被法軍解放而倖存。
- 唐納·達林（英语：Donald Darling），MI9軍官，曾在葡萄牙和後來的直布羅陀將飛行員護送回英國。
- 莫妮克·德比西（英语：Monique de Bissy），比利時紅十字會護士，彗星路線護送者，1944年3月被捕並關押在荷蘭馬斯垂克，1944年9月隨馬斯垂克解放而獲釋。
- 讓·德布羅瑪特，1944年馬拉松行動（英语：Operation Marathon (World War II)）的領導人。
- {{tsl|en|Andrée de Jongh|安德莉·德容]]，代號「蒂蒂」和「信差」，彗星路線聯合創始人和領導者，1943年1月15日被捕並關進納粹集中營。1945年4月隨集中營被蘇聯紅軍解放而倖存下來，戰後獲頒英國喬治獎章（英语：George Medal）表彰。
- 菲特烈·德容，代號「保羅」，「蒂蒂」的父親。1943年6月7日被捕，1944年3月28日被處決。
- 愛爾薇兒·德格里夫（英语：Elvire De Greef） ，代號「格阿姨」，彗星路線法南段領導人。從未被捕並倖存至戰爭結束。與「蒂蒂」同樣獲頒喬治獎章。她的丈夫費爾南德以及兒子菲特烈和女兒珍妮一同協助她的行動。
- 亞奎斯·唐尼男爵，外號「聖誕老人」，彗星路線財務主管。1942年12月1日晚間在家中被捕。1943年10月10日被判處死刑，1944年2月29日被執行槍決。
- 蜜雪兒．杜蒙（英语：Michelle Dumon），代號「莉利」或「米休」，安德莉·杜蒙的姊姊。多才多藝，彗星路線最知名的「幫手」（陪同護送者）之一；服役多年從未遭到逮捕，戰後榮獲喬治獎章。
- 安東尼·德烏塞爾，代號「亞奎斯·卡地亞」，接替格瑞德爾成為彗星路線比利時段的領導人。1943年12月24日在穿越法國與西班牙邊界時溺斃。
- 佛羅倫提諾·格伊克切亞（英语：Florentino Goikoetxea），巴斯克走私犯，也是許多飛行員的嚮導，帶領許多飛行員從被佔領的法國穿越庇里牛斯山脈到達中立國西班牙。戰後榮獲喬治獎章。
- 米蓋爾·埃圖蘭，一名法國巴斯克人兒童，曾在佛羅倫提諾·格伊克切亞的農場工作。他會在附近的火車站與盟友會面，然後帶著他們徒步5英里走到農場的安全屋。當他跟隨雇主加入彗星路線時，年僅12歲。
- 讓·格瑞德爾男爵（法语：Jean Greindl），代號「尼莫」，「蒂蒂」被捕後繼任布魯塞爾（比利時段）的領導者。1943年2月6日被捕，同年9月7日關押他的監獄遭到盟軍空襲，他不幸遇難身亡。
- 亨莉埃特·哈諾特（英语：Henriette Hanotte），代號「莫妮克」，與蜜雪兒同為彗星路線最知名的「幫手」之一，她因為「帶領140名飛行員逃向自由」的功績，戰後榮獲大英帝國勳章。[53]美國亦頒授自由獎章感謝她對美國飛行員的幫助。
- 艾爾伯特·愛德華·強森，代號「B」，德格里夫家族宅邸的英國籍「園丁」，帶領許多飛行員越過庇里牛斯山脈到達西班牙。[54]
- 亞奎斯·勒格瑞爾，代號「傑洛姆」，在巴黎地區組織和營運彗星路線法北段，將該逃亡線的比利時段與法南段連接起來。他在1944年1月被捕並遭受酷刑，後被送進集中營，他幸運的倖存下來。戰後榮獲喬治獎章。
- 愛爾西·馬里夏爾（英语：Elsie Maréchal），生於英國，與比利時人結婚。她和她的家人－丈夫和一對兒女，其中次女也叫愛爾西－全部都加入彗星路線擔任「幫手」協助飛行員逃亡或傳遞情報。1942年11月全家人被德國人逮捕，其中除兒子因為過於年幼被認定涉入不深而在1943年1月獲釋之外，其他3人全部被送進集中營。兩個愛爾西後來都在集中營倖存下來並等到解放，但老愛爾西的丈夫已在1943年10月20日被處決。
- 讓-法蘭索瓦·諾騰（荷兰语：Jean-François Nothomb）代號「法蘭科」，接替安德莉·德容成為彗星路線法北段領導人。1944年1月18日被捕並送進集中營中。他倖存下來，並在戰後榮獲英國傑出服務勳章。
- 亞曼達·斯塔薩特（英语：Amanda Stassart），又名黛安，和母親一同加入彗星路線擔任「幫手」。1944年被捕，並在遭受酷刑審訊後送進集中營（母親後來病逝營中），1945年隨茂特豪森-古森集中營被美軍解放而倖存。
- 佩姬·范·萊爾（英语：Peggy van Lier），又名蜜雪兒，生於南非。「尼莫」德瑞格爾男爵接管彗星路線比利時段時，她擔任「尼莫」的助手和「幫手」。1942年因為馬里夏爾家族被捕，她被迫逃離比利時並前往英國。1944年在英國與{{tsl|en|James Langley|詹姆斯·蘭利]]少校－MI9與彗星路線的英國聯絡人成婚，並在戰後定居英國。
- 蘿辛·泰瑞爾·維頓，又名羅蘭德，在法國阿拉斯經營安全屋，並擔任阿拉斯至巴黎鐵路（1943年3月至7月）和巴黎至波爾多鐵路（1943年7月至1944年1月）的嚮導。1944年1月被捕，並被送往拉文斯布呂克集中營，然後送往弗洛森堡；1945年5月隨集中營解放而倖存。[55]

## 在大眾文學中
- A.S.B.阿克萊特少校在他的著作《回歸之旅》（Return Journey），講述了3名英國軍官逃離戰俘營後被逃亡線護送重獲自由的第一手資料。

- 唐納·L.米勒在《空戰群英：在空戰中對抗納粹德國的美國轟炸機男孩們》（Masters of the Air: America's Bomber Boys Who Fought the Air War Against Nazi Germany）一書，描述了年輕男女熱心維護的彗星路線。本書後來成為2024年Apple TV+的同名迷你影集的改編腳本。

- 美國演員暨作家馬克·維奧利創作的舞台劇 《乘坐彗星》（Riding the Comet），講述了諾曼第登陸後不久，一個法國鄉村家庭幫助2名困陷敵後的美國大兵安全返回倫敦的故事。該劇於2011年9月在美國賓州巴克斯郡的「演員網路」表演藝術劇場（Actors' NET of Bucks County）首演。[56]

## 另可參閱
- 《夜鶯》（英语：The Nightingale (Hannah novel)），克莉斯汀·漢納（英语：Kristin Hannah）於2015年推出的小說作品，在書中虛構的法國抵抗運動戰士伊莎貝爾·羅塞格諾（Isabelle Rossignol）使用了一條跟彗星路線類似的通道，穿越過庇里牛斯山脈前往西班牙。
- 荷蘭抵抗運動（英语：Dutch resistance）
- 逃亡線和躲藏線
- 法國抵抗運動
- 英國廣播公司電視劇秘密軍隊（英语：Secret Army (TV series)），講述一個以彗星路線為藍本的虛構抵抗組織。

### 引用
1. ↑  Ottis 2001，第43頁.
2. ↑  .   [2024-03-04]. （原始内容存档于2023-12-05）.
3. ↑  Rossiter 1986，第31頁.
4. ↑  "Cométe" （页面存档备份，存于）, San Telmo Museao, accessed 27 Sep 2019
5. ↑  Rossiter 1986，第24頁.
6. ↑  Longden, Sean (2005), Hitler's British Slaves: Allied POWs in Germany 1939–1945, Gloucestershire: Arris, p. 361.
7. ↑  "Liste des personnes ayant aidé des aviateurs passés par Comète",  （页面存档备份，存于） accessed 3 December 2020
8. ↑  .   [2024-03-04]. （原始内容存档于2023-12-05）.
9. 1 2  Ottis 2001，第121頁.
10. ↑  Langthorne, Mark and Richards, Matt (2018), The Hidden Army – MI9's Secret Force and the Untold Story of D-Day, London: King's Row Publishing, np.
11. ↑  "The Beginning of Comete" 的存檔，存档日期2019-09-25., accessed 16 Sep 2019
12. ↑  "Andree de Jongh" （页面存档备份，存于）, accessed 17 Sep 2019.
13. ↑  "WWII escape and evasion" （页面存档备份，存于）, accessed 16 Aug 2019
14. ↑  "Comete" （页面存档备份，存于）, accessed 16 Aug 2019
15. ↑  "Liste des personnes ayant aidé des aviateurs passés par Comète",  （页面存档备份，存于）. accessed 17 Sep 2019
16. ↑  Ottis 2001，第121–122頁.
17. ↑  Foot, M. R. D. and Langly, J. M. (1979), MI9: Escape and Evasion 1939–1945, London: The Bodley Head, p. 44
18. ↑  Ottis 2001，第123頁.
19. ↑  Neave 2016，第125–130, 146, 174–174頁.
20. ↑  Watt, p. 141
21. ↑  Ottis 2001，第53–69頁.
22. 1 2 3  "Chronology of the Passages" （页面存档备份，存于）, accessed 25 Sep 2019
23. ↑  Nichol & Rennell 2008.
24. ↑  Eisner 2005，第13頁.
25. ↑  Neave 2016，第132–135頁.
26. ↑  Neave 2016，第134–138頁.
27. ↑  Ottis 2001，第145頁.
28. ↑  "Andrée de Jongh" （页面存档备份，存于）, accessed 5 Oct 2019
29. ↑  Olson, Lynn (2017), Last Hope Island, New York: Random House, p. 289.
30. ↑  "Martin, Douglas (18 Oct 2007), "Andrée de Jongh, 90, Legend of Belgian Resistance, Dies," The New York Times.
31. ↑  "Chronology of the Passages"  （页面存档备份，存于）, accessed 18 Nov 2019
32. ↑  Neave 2016，第185, 190頁.
33. ↑  "Catherine Janot" （页面存档备份，存于）, ARORY, accessed 19 Nov 2019
34. ↑  Saxon, Wolfgant. . New York Times. 9 March 1993  [5 Dec 2020].
35. ↑  Macleod/Donny Family historical records accessed 3rd December 2020
36. ↑  "Liste des personnes ayant aidé des aviateurs passés par Comète", accessed 3rd December 2020
37. ↑  "Andre de Jongh", Free Belgians,  （页面存档备份，存于）, accessed 26 Sep 2019
38. ↑  Neave 2016，第147–153頁.
39. ↑  Ottis 2001，第137–139頁.
40. ↑  Ottis 2001，第137–140頁.
41. ↑  Ottis 2001，第141頁.
42. ↑  Neave 2016，第187頁.
43. ↑  Ottis 2001，第142–143頁.
44. ↑  Eisner 2005，第258–259頁.
45. ↑  "American Woman Helped Save Airmen in France" （页面存档备份，存于）, National Public Radio, accessed 30 Sep 2019
46. ↑  Eisner 2005，第265–273頁.
47. ↑  Neave 2016，第125–130, 173–174頁.
48. ↑  .   [12 October 2018]. （原始内容存档于19 February 2016）.
49. ↑  （英語） Marc Terrance. . Universal Publishers. 1999. ISBN 1581128398.
50. ↑  Nichol & Rennell 2008，第470頁.
51. ↑  "207 Squadron Royal Air Force",  （页面存档备份，存于）, accessed 19 Oct 2019
52. ↑  The Shelburne Escape Line: Secret Rescues of Allied Aviators by the French Underground, the British Royal Navy and London's MI-9.
53. ↑  Shute, Joe. . The Telegraph. 8 August 2020  [13 August 2020]. （原始内容存档于2023-12-05）.
54. ↑  Neave 2016，第119–129頁.
55. ↑  Clutton-Brock, Oliver, RAF Evaders: The Comprehensive Story of Thousands of Escapers and Their Escape Lines, Western Europe, 1940–1945 (2011), Page xxiv.
56. ↑  Violi, Mark. .   [2024-03-04]. （原始内容存档于2023-12-05）.

### 引用的作品
- Eisner, Peter. . New York: HarperCollins. 2005. ISBN 978-0-06-009664-9.
- Neave, Airey. . London: Biteback Publishing. 2016. ISBN 978-1-84954-960-8.
- Nichol, John; Rennell, Tony. . London: Penguin UK. 2008. ISBN 978-0-14-102419-6.
- Ottis, Sherri Green. . Lexington: University Press of Kentucky. 2001. ISBN 978-0-8131-2186-4.
- Rossiter, Margaret L. . New York: Praeger. 1986. ISBN 978-0-03-005338-2.

## 進一步閱讀
- Smith, Michael Kenneth.  paperback. North Charleston, South Carolina: CreateSpace. 2017. ISBN 978-1-979092-03-6. LCCN 2017916643.

## 外部連結
- Comete, the escape network (2015 Exhibition) （页面存档备份，存于）
- BBC – October 2000 – Airmen remember Comet line （页面存档备份，存于）
- Andre de Jongh （页面存档备份，存于）
- Video interview with Bob Frost, a Comet Line escapee （页面存档备份，存于）
- (in French, Dutch and English) The Comet evasion network - Pages for each of the many hundreds of evaders helped by Comète